# شمسه
شمسه روستایی از توابع بخش زیویه در شهرستان سقز است که در استان کردستان ایران قرار دارد.

## جمعیت
این روستا در دهستان تیلکوه واقع شده و بر اساس سرشماری سال ۱۳۸۵، جمعیت آن ۳۵۴ نفر (۷۱ خانوار) بوده‌است.